# Le Lien (film, 1971)
Pour les articles homonymes, voir Le Lien.
Pour plus de détails, voir Fiche technique et Distribution.
Le Lien (Beröringen) est un film dramatique suédois réalisé par Ingmar Bergman, sorti en 1971.
Il s'agit du premier film d’Ingmar Bergman tourné partiellement en langue anglaise.

## Synopsis
Une femme au foyer suédoise lie une relation sentimentale avec un archéologue étranger, qui travaille près du foyer familial. Mais cet homme est effrayé par les sentiments : c'est un juif dont de nombreux membres de sa famille sont morts dans les camps de concentration. Ainsi, leur relation devient difficile.

## Fiche technique
- Titre original : Beröringen
- Réalisateur : Ingmar Bergman
- Scénariste : Ingmar Bergman
- Photographie : Sven Nykvist
- Producteurs : Ingmar Bergman, Lars-Owe Carlberg
- Musique : Carl Michael Bellman, Peter Covent, Jan Johansson
- Costumes : Mago, Ethel Sjöholm
- Tourné en Suède
- Format : Couleur (Eastmancolor)
- Format du son : Mono
- Genre : Drame
- Pays de production :  Suède,  États-Unis
- Durée : 115 minutes
- Dates de sortie :
  - États-Unis : 14 juillet 1971
  - Suède : 30 août 1971
- Affiche : Enzo Nistri (Italie)

## Distribution
- Elliott Gould : David Kovac
- Bibi Andersson : Karin Vergerus
- Max von Sydow : Andreas Vergerus
- Sheila Reid : Sara Kovac
- Margareta Byström : Secretaire d'Andreas Vergerus
- Staffan Hallerstam : Anders Vergerus
- Barbro Hiort af Ornäs : Mère de Karin
- Åke Lindström : Dr. Holm
- Ann-Christin Lobråten : Employé de musée
- Maria Nolgård : Agnes Vergerus
- Erik Nyhlén : L'Archeologue

## Sélection
- Sélection à la Mostra de Venise 1971[2]